# Daniel Lind Lagerlöf
Uppslagsordet ”Daniel Lind” leder hit. För andra betydelser, se Manio.

Daniel Magnus Gösta Lind Lagerlöf, ogift Lind, född 6 februari 1969 i Stockholm, förmodat död 6 oktober 2011 utanför Grebbestad, var en svensk regissör, manusförfattare och producent, med en omfattande produktion av filmer och TV-serier under perioden 1990–2011. Till hans mest kända regiuppdrag hör TV-serien Skärgårdsdoktorn. 
Lind Lagerlöf försvann 6 oktober 2011 under förberedelserna till inspelningen av TV-serien Fjällbackamorden, baserad på Camilla Läckbergs romaner. Han föll troligen i vattnet vid de branta klipporna i Tjurpannans naturreservat utanför Grebbestad i Bohuslän. Sökningarna efter honom avbröts efter två dagar utan resultat.
Han var från 1997 gift med manusförfattaren Malin Lagerlöf och de hade tre barn tillsammans.

## Filmografi

### Regi
- 1990 – Föreställningen (kortfilm)
- 1997 – Skärgårdsdoktorn (TV-serie)
- 1998 – S:t Mikael (TV-serie)
- 1999 – Vägen ut
- 2001 – Bekännelsen (TV)
- 2001 – Hans och hennes
- 2002 – Beck - Annonsmannen (TV)
- 2002 – Beck - Pojken i glaskulan (TV)
- 2003 – Miffo
- 2005 – Buss till Italien
- 2005 – Carambole
- 2005 – Medicinmannen (TV-serie)
- 2006 – Svalan, katten, rosen, döden
- 2007 – Wallander - Pyramiden
- 2007 – Ett gott parti
- 2009 – Mannen under trappan
- 2009 – Johan Falk - Operation näktergal
- 2009 – Johan Falk - De fredlösa
- 2011 – Bibliotekstjuven

### Produktion
- 2001 – Hans och hennes
- 2003 – Miffo (även manus)
- 2005 – Buss till Italien (även klippning)

## Teater
- 2009 Bröderna Lejonhjärta, Stockholms Stadsteater